# Eudes de Pougy
Eudes de Pougy ou Odo de Pougy (né vers 1117 - † vers 1169) est seigneur de Pougy et de Marolles au milieu du XIIe siècle. Il est le fils de Renaud Ier de Pougy, seigneur de Pougy, et de Ide de Joncreuil. Il est le frère de Manassès de Pougy, évêque de Troyes. Il est également connétable de Champagne pour le comte Henri Ier de Champagne.

## Biographie
Vers 1142, à la mort de son père Renaud Ier de Pougy, il lui succède comme seigneur de Pougy et de Marolles.

### Croisade
En juin 1147, Eudes participe à la deuxième croisade avec le comte Henri Ier de Champagne, à l'instar du roi Louis VII le Jeune et de la reine Aliénor d'Aquitaine. Eudes participe probablement à la défaite des croisés subie lors de la bataille du défilé de Pisidie le 9 janvier 1148. Les croisés sont ensuite harcelés par les Turcs seldjoukides, et Eudes combat sans doute à la bataille des bords du Méandre.
Eudes, qui fait partie de l'entourage du comte Henri, l'accompagne probablement à Antioche puis à Jérusalem, puis prend part au siège de Damas le 24 juillet 1148 qui est une défaite majeure des croisés et qui mène au démantèlement de la croisade.
A la fin de 1148, Eudes entame le voyage de retour en compagnie du comte Henri. Pendant qu'ils traversaient en mer une tempête particulièrement violente, Henri fait vœu à Saint Nicolas que s'il pouvait revoir son pays, il établirait un chapitre de trois chanoines dans l'église de Pougy, ce qui fut fait cinq ans plus tard, le 8 avril 1154. A cette libéralité, Eudes et ses frères y ajoutèrent deux autres chanoines et divers autres dons,.
Il n'est pas impossible que ses frères Manassès et Renaud l'aient accompagné en Terre-Sainte.

### Cour de Champagne
Eudes semble être l'un des plus intimes conseillers du comte Henri, qui lui confie le poste de connétable de Champagne, c'est-à-dire la plus haute fonction militaire. A ce titre, il participe activement à l’administration du comté de Champagne et est témoin dans de nombreuses chartes.
Vers 1165, il est ainsi un des trois seigneurs, avec Anseau II de Traînel et Hugues III de Plancy, qui prêtent serment et se portent caution pour le comte Henri lorsque celui se reconnaît coupable d'une injustice faite à l'évêque de Meaux Étienne de la Chapelle.

### Litige à Marolles
En 1168, Eudes, qui est également seigneur de Marolles, a un différend avec Hugues de Moncelle, abbé de Saint-Germain-des-Prés, à propos d'un bois situé entre Vieux-Marolles, autrement-dit Saint-Germain-Laval, et Fresnières.
En 1176, son fils, Renaud, aura également des différends avec l'abbaye de Saint-Germain-des-Prés.
En 1177, le pape Alexandre III confirmera l'arbitrage de l'archevêque de Reims Guillaume aux Blanches Mains pour l'abbaye, le père et le fils.

### Succession
À sa mort, il est remplacé à la seigneurie de Pougy par son fils Renaud II de Pougy.
Quant au titre de connétable, il revient à Guillaume de Dampierre, dont la femme était une fille issue du premier mariage de son épouse.

### Eudes le tyrannique?
Dans la Biographie des personnages de Troyes et du département de l'Aube, Eudes de Pougy est décrit comme un seigneur tyrannique et brutal, qui n'hésitait pas à violenter ses sujets. Thierry de Pougy, né pauvre au début du XIIe siècle à Piney et brillant chanoine de Pougy, s'opposait à lui et défendait les malheureux. Il allait réclamer les captifs au château accompagné de leurs femmes et enfants et ne repartait qu'après leur libération. Il offrait même d'être pendu à leur place.
Lorsqu'Eudes parti pour la deuxième croisade, il lui confia la garde de son trésor. En l'absence du seigneur, Thierry en usa largement pour ses vassaux. Lors de son retour, Eudes trouva ses coffres vides et se rendit près de Thierry pour lui demander des comptes. Celui-ci, désormais mourant lui répondit qu'il lui avait recommandé de faire fructifier ses biens, aussi il les avait donnés aux pauvres car c'était le meilleur placement. Et ainsi, pour le récompenser, Dieu l'avait maintenu en vie durant ses batailles en Terre-Sainte. Avant de mourir il ajouta qu'il n'oublierait pas ses bienfaits et qu'il prierait au Ciel pour lui et sa famille.

## Mariage et enfants
Vers 1150, il épouse Élisabeth de Joigny, dame de Champlay, probablement la fille de Renard III, comte de Joigny, et de Wandalmode de Beaujeu, veuve d'Ithier III, seigneur de Toucy, dont il a trois enfants :
- Renaud II de Pougy, qui succède à son père ;
- Henri de Pougy, cité dans une charte de 1169 (ou après) ;
- Pierre de Pougy, cité dans une charte de 1203.

## Sources
- Marie Henry d'Arbois de Jubainville, Histoire des Ducs et Comtes de Champagne, 1865.
- Louis Le Clert, Étude historique sur Pougy, 1903.